# The Fast Worker

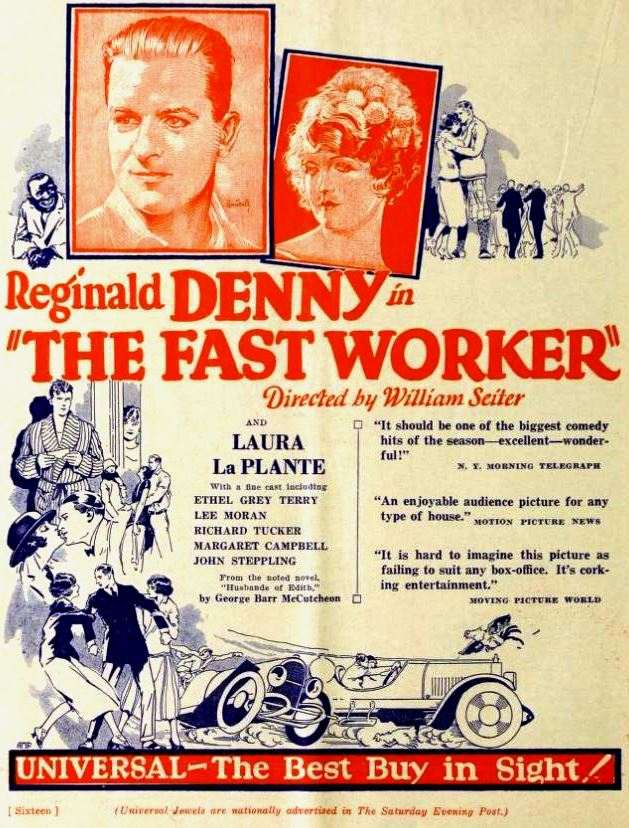
Annonce du film dans Universal Weekly.

The Fast Worker est un film américain réalisé par William A. Seiter, sorti en 1924.

## Fiche technique
- Réalisation : William A. Seiter
- Scénario : Raymond L. Schrock, Beatrice Van d'après The Fast Worker de George Barr McCutcheon[1]
- Producteur : Carl Laemmle
- Photographie : Ben F. Reynolds
- Montage : John Rawlins
- Genre : Comédie[2]
- Production : Universal Pictures
- Durée : 70 minutes
- Date de sortie : 26 octobre 1924

## Distribution
- Reginald Denny : Terry Brock
- Laura La Plante : Connie Fowler

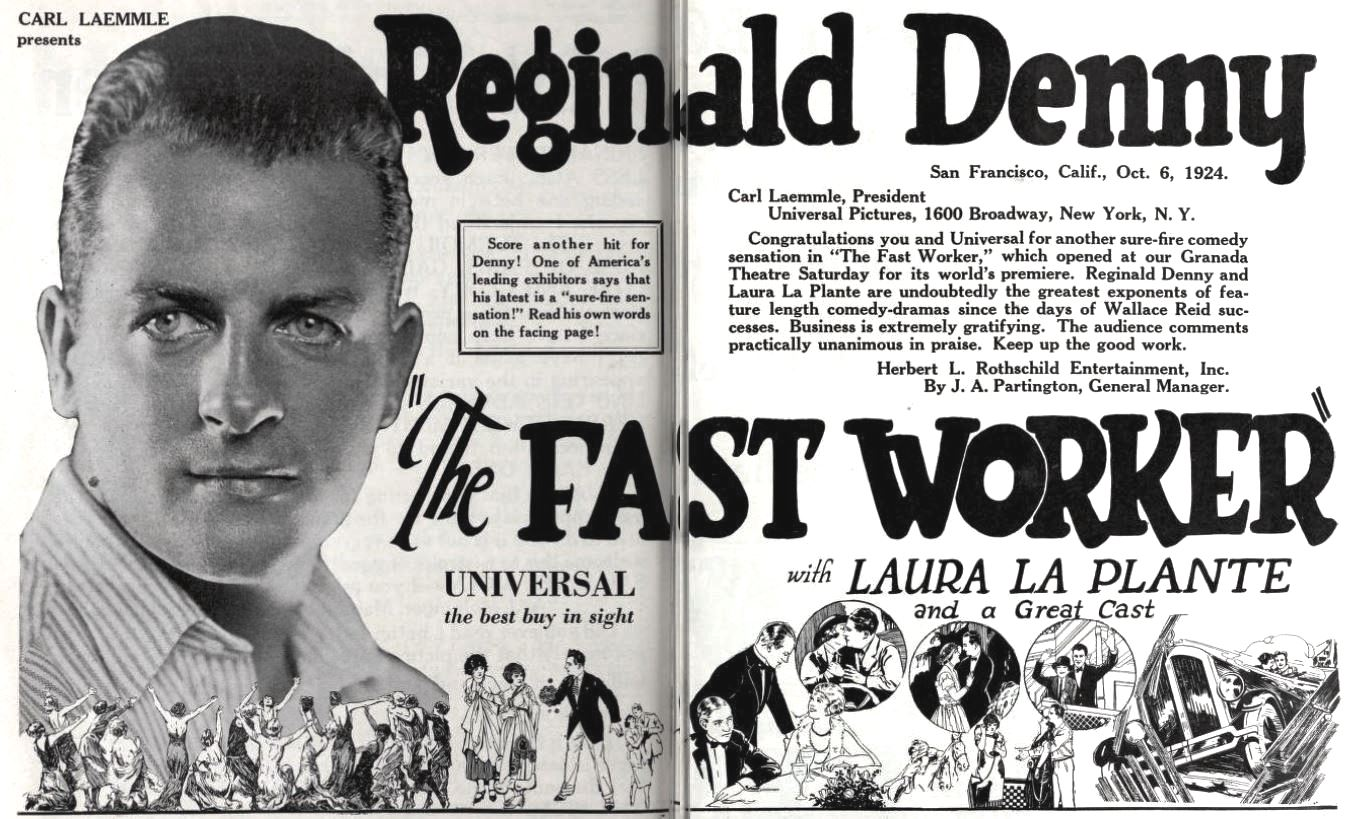
Annonce pour le film dans Universal Weekly.

- Ethel Grey Terry : Edith Medcroft
- Muriel Frances Dana : Toodles Medcroft
- Lee Moran : Freddie Ulstervelt
- Richard Tucker : Roxbury Medcroft
- Margaret Campbell : Mrs. Rodney
- Betty Morrissey : 'Kath' Rodney
- Mildred Vincent : Nurse
- John Steppling : Mr. Rodney
- T.D. Crittenden : Mr. O'Dell Carney
- Clarissa Selwynne : Mrs. O'Dell Carney
- Malcolm Denny :  (non crédité)
- George H. Reed : Train Porter (non crédité)
- Lydia Yeamans Titus : Cafe Waitress (non crédité)

## Statut du film
Des copies du film sont conservées à l'UCLA Film and Television Archive et EYE Film Institute Netherlands.